# Marin Pongračić
Marin Pongračić, född 11 september 1997 i Landshut, är en tysk-kroatisk fotbollsspelare som spelar för Fiorentina.

## Klubbkarriär

### Tidig karriär
Pongračić är född i Landshut och började sin karriär i Bayern Münchens ungdomsakademi. Som 16-åring gick han 2013 till FC Ingolstadt 04.

### VfL Wolfsburg
Den 15 januari 2020 värvades Pongračić av VfL Wolfsburg, där han skrev på ett 4,5-årskontrakt. Den 26 maj 2020 gjorde Pongračić sina två första mål för Wolfsburg i en 4–1-vinst över Bayer Leverkusen.
Den 31 augusti 2021 lånades Pongračić ut till Borussia Dortmund på ett låneavtal över säsongen 2021/2022.

### Lecce
Den 22 augusti 2022 lånades Pongračić ut till italienska Lecce på ett säsongslån. Den 30 juni 2023 blev han klar för en permanent övergång till klubben efter att Lecce utnyttjat en köpoption i låneavtalet.

### Fiorentina
Den 19 juli 2024 värvades Pongračić av Fiorentina.

## Landslagskarriär
Pongračić debuterade för Kroatiens landslag den 11 november 2020 i en 3–3-match mot Turkiet.

## Meriter
Red Bull Salzburg
- Österreichische Bundesliga: 2017/2018, 2018/2019
- ÖFB-Cup: 2018/2019